# Yo compro esa mujer
Yo compro esa mujer (Brasil: Eu Compro Essa Mulher ) é uma telenovela mexicana produzida por Ernesto Alonso para a Televisa e exibida entre 29 de janeiro e 7 de setembro de 1990, substituindo Teresa e sendo substituída por Amor de nadie. 
A história original é de Olga Ruilópez e foi adaptada por Liliana Abud. 
Foi protagonizada por Leticia Calderón e Eduardo Yáñez e antagonizada por Enrique Rocha, Alma Muriel, Carlos Cardán, Miguel Ángel Ferriz, Eduardo Palomo e Luz María Jerez.

## Sinopse
Princípio do século XX, os Montes de Oca são uma família muito rica, duas irmãs e um primo que vivem juntos um forte triangulo amoroso. Uma delas é Matilde que está apaixonada pelo primo Rodrigo que ama a outra irmã Branca Flor que por sua vez ama um humilde pescador. Ao saber disso, Rodrigo acusa o pescador de roubo e é preso, a maldade do primo apaixonado não tem limites, ao saber que Branca Flor espera um filho do pescador espera que a criança nasça para desaparecer com ela. Mesmo escutando seu beber chorar ao dar a luz, Rodrigo diz que a criança morreu, e Branca Flor tem uma crise, Matilde que odiava a irmã, diz a todos que ela morreu e a fecha no porão da mansão, o único que sabe da verdade é um capacho de Matilde que alimenta a sua irmã e cuida para que ela fica cada vez mais louca. Enquanto isso, Rodrigo entrega o bebê a uma das criadas para que ela jogue-o fora, com dó, a empregada que muito amava sua patroa Branca Flor o leva para um dos amigos do pai da criança. Essa criança é adotada e criada por uma amiga de seu pai que se casa com um homem muito rico e os leva para a Europa, já crescida, a criança sabe a verdadeira história de sua vida e encontra seu pai morrendo na prisão e jura para ele que vai se vingar de todos.
Anos depois, Alexandre está Espanha em um barco que regressa para o México. Alexandre conhece Ana Cristina e se apaixonam, o problema é que a moça é nada menos que filha do segundo casamento de Rodrigo Montes de Oca, o primo-vilão da mãe de Alexandre.
Dando continuidade aos seus planos, Alexandre chegando no México procura Rodrigo e se torna seu sócio majoritário, para pressioná-lo e se vingar, tudo isso sem revelar sua verdadeira identidade, já que ele leva o sobrenome do rico homem que o adotou.
Rodrigo quer que Ana Cristina se casa com um pretendente de rico dote, mas de tão apaixonada planeja fugir com Alexandre que por amor havia desistido de sua vingança. Os jovens fugiriam para a Espanha às escondidas na calada da noite, porém a má sorte os acompanha e Rodrigo descobre os planos da filha, então a prende em um quarto. Sem nada saber, Alexandre, sente-se traído e acredita nas mentiras que Rodrigo inventa, deixando ele pensar que Ana Cristina nunca o amou a ponto de fugirem juntos.
Ana Cristina fica presa num quarto junto a uma mulher louca que só repete que quer seu filho de volta, essa mulher é Branca Flor que ao passar dos anos perdeu a razão. Rodrigo diz a filha que poderá sair se ela renunciar o amor de Alexandre, mas a jovem se nega. Rodrigo insiste e mostra um jornal aonde Alexandre aparece com mulheres em uma taberna. Em uma de suas visitas, Rodrigo leva uma criada que reconhece que a louca que está com Ana Cristina é na verdade Branca Flor. Com raiva de ver Alexandre nos braços de meretrizes, Ana Cristina decide renunciar o seu amor e saí de seu cárcere privado, prometendo voltar apenas para resgatar a mulher que junto a ela estava.
Nesse meio tempo Alexandre põe em prática seu plano de vingança levando Rodrigo à falência. Dono da situação, Alexandre propõe a Rodrigo que ele entregue sua filha Ana Cristina em troca da devolução de alguns de seus bens. A Ambição fala mais alto, e Rodrigo permite que Ana Cristina se case com Alexandre. Os jovens se casam, e quando Ana Cristina descobre que foi comprada por Alexandre, passa a odiá-lo e mantém uma relação conturbada, cheia de intrigas e um intenso amor.
Por intermédio da empregada de Ana Cristina, Alexandre é levado até sua mãe, Branca Flor ao vê-lo acredita ser o seu amado por ser tão parecido com o pai, mas a empregada diz que ele é na verdade o filho que foi tirado de seus braços. Com o tempo, Branca Flor piora mas está muito feliz por ter reencontrado seu filho. Alexandre e por fim descansa e morre.
Como se fosse pouco, Alexandre é traído por um de seus empregados, que guarda armas contrabandeadas em sua casa e o denuncia para a polícia que prontamente o prende. Ana Cristina inconformada, faz de tudo para salvar o seu amor da prisão.
Alexandre é condenado à morte, Ana Cristina se lembra que tirou uma foto do empregado traidor com as armas. Correndo, a jovem leva a prova para Coronel que vai executar Alexandre soltá-lo, mas ele ignora e está prestes a matá-lo. Chegam alguns pescadores humildes,  amigos do pai de Alexandre, e tomam a situação, depondo o Coronel que acaba preso.
Finalmente Ana Cristina e Alexandre podem ser felizes, sem as sombras do passado e sem medo do futuro.

## Elenco
- Leticia Calderón - Ana Cristina Montes de Oca
- Eduardo Yáñez - Alejandro Aldama / Alejandro San Román Montes de Oca / Enrique San Román
- Enrique Rocha - Rodrigo Montes de Oca
- Eduardo Palomo - Federico Torres Landa
- Alma Muriel - Matilde Montes de Oca
- Gerardo Acuña - Gabriel Álvarez
- Roberto Antúnez - Bernardo
- Carlos Cardán - Sagón
- Mario Casillas - Raúl de Marín, Conde de Valtierra
- Isabela Corona - Soledad
- Connie de la Mora - Blanca Flor Montes de Oca
- Cynthia Klitbo - Efigenia "Efi"
- Mariana Levy - Jimena / Estrella / Ángela
- Julieta Egurrola - Isabel de Marín, Condesa de Valtierra
- Luis Xavier - Miguel de Marín
- Nerina Ferrer - Emilia
- Miguel Ángel Ferriz - Óscar de Malter
- Karime Favela - Gema
- Rosa Furman - Tía Carmen
- Sagrario Baena
- Luz María Jerez - Úrsula
- Miguel Manzano - Diego Álvarez
- María Marcela - Narda de Marín
- Bruno Rey - Fulgencio Castilla
- Ramón Menéndez - Vidal
- Maricruz Nájera - Cayetana
- Fernando Robles
- Amparo Garrido - Emoé
- Lorena San Martín - Cocó
- Yadira Santana - Brigitte
- María Regina - Mabel
- Manuel Ojeda - Santiago
- Melba Luna - Bernardina
- Marystel Molina - Celia
- Dunia Saldívar - Maura
- Alejandra Procuna - Georgette
- José María Torre - Alexandre (Menino)
- Helio Castillos - Renato Grajales
- Guillermo Gil - Pedro
- Elizabeth Arciniega
- Martín Brek
- Dinorah Cavazos
- Consuelo Duval - Susu
- Rosalinda España - Fifí
- Sara Guasch - Eloísa Montiel Vda, de Berrón
- Ismael Larumbe
- Queta Lavat
- Miguel Ángel Levada
- Leandro Martínez
- Oralia Olvera
- Gabriel Pingarrón - Servando
- Rafael Pérez Fons
- Juan Romanes
- Darwin Solano
- Jorge Victoria
- Ana Graham

## Exibição

### No Brasil
Foi exibida no Brasil pelo SBT entre 3 de novembro de 1992 e 12 de abril de 1993, em 110 capítulos, substituindo A Fera e sendo substituída por Paixão e poder.

## Prêmios e Indicações

### Prêmios TVyNovelas 1991
| Categoria                 | Nomeado(a)       | Resultado |
| ------------------------- | ---------------- | --------- |
| Melhor telenovela         | Ernesto Alonso   | Nomeada   |
| Melhor atriz protagonista | Leticia Calderón | Nomeada   |
| Melhor ator protagonista  | Eduardo Yáñez    | Ganhador  |
| Melhor vilã               | Alma Muriel      | Nomeada   |
| Melhor vilão              | Enrique Rocha    | Ganhador  |
| Melhor primeira atriz     | Isabela Corona   | Nomeada   |
| Melhor primeiro ator      | Miguel Manzano   | Nomeado   |
| Melhor atriz co-estrelar  | Mariana Levy     | Ganhadora |
| Melhor ator co-estrelar   | Luis Xavier      | Nomeado   |
| Melhor direção de câmera  | Jesús Acuña Lee  | Ganhador  |